# Ylva Eriksson
Ylva Eriksson (* 16. června 1990 Falun, Švédsko) je švédská zpěvačka a skladatelka, známá jako zakládající člen heavy metalové skupiny Brothers of Metal a folkového uskupení Good Harvest.

## Good Harvest (2010–)
Ve svých 15 letech se krátce připojila k folk-popové skupině v rodném městě Falun, kde se seznámila s další rodačkou a zpěvačkou Hannou Enlöf. Když se původní skupina rozpadla, společně s Hannou založili duo Good Harvest soustředěné na převážně vlastní tvorbu v oblasti folku a country.
Duo Good Harvest působí na hudební scéně od roku 2010 a v roce 2014 vydalo debutové EP "Bottom Dollar". Následovala vystoupení na festivalech SWXS a Stockholm Music & Arts a v národní televizi. Duo zaznamenalo vítězství v Newcomer of the Year pod hlavičkou Dalecarlia Music Awards oceňující umělce z domovské provincie Dalarna.
V roce 2016 vydaly zpěvačky cover verzi klasické písně Woodstock od Joni Mitchell. Dvojice navázala na jaře 2017 vydáním prvního alba "In a Life and Place Like This" a následným turné po Švédsku, v Evropě a Spojených státech amerických.
Ve spolupráci se symfonickým orchestrem Dalasinfoniettan bylo vydáno Far Beyond – Live EP roku 2019.
Druhé album s názvem Dream of June vyšlo v roce 2020.
Obě členky dua kromě zpěvu hrají také na akustické kytary.

## Brothers of Metal (2012–)

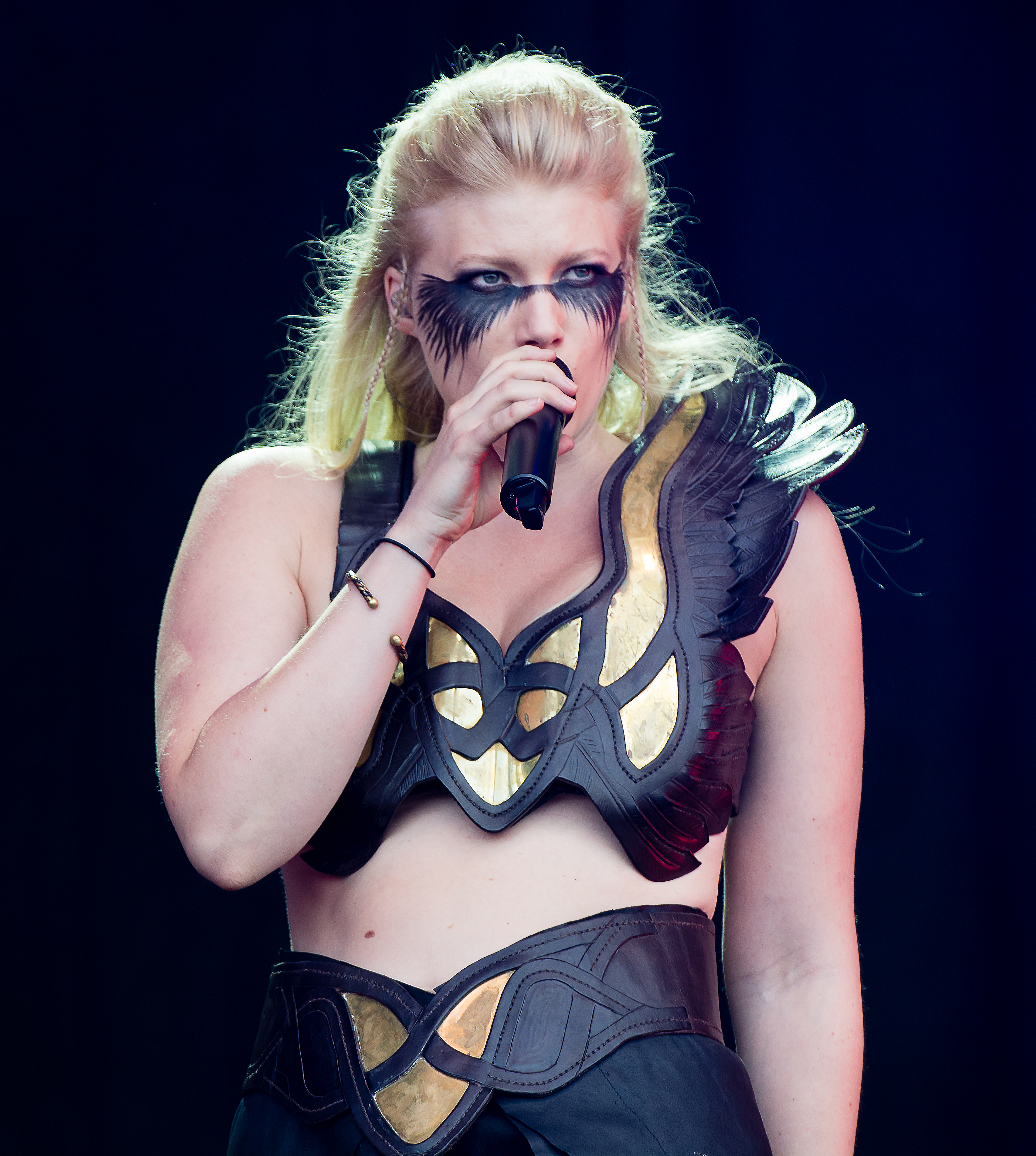
Ylva Eriksson na Wacken Open Air 2022

Skandinávské uskupení Brothers of Metal založené v roce 2012 čítá 8 hudebníků včetně tří zpěváků. Ylva působí ve skupině od jejího založení jako zpěvačka.
Na podzim roku 2018 vydala skupina první album s názvem Prophercy of Ragnarök doprovázané singlem Yggdrasil, který lyricky pojednává o bájném stromu prorůstajícím devíti světy až do samotné Valhally.
Pod hlavičkou AFM records vyšlo skupině i druhé album "Emblas Saga" k datu 10. ledna 2020.

## Ostatní
V letech 2017 a 2019 Ylva spolupracovala se švédskou skupinou Twilight Force nejprve doprovodným zpěvem na albu Heroes of Mighty Magic ve skladbě There and Back Again a následně sborovým zpěvem v rámci desky Dawn of the Dragonstar.
Německou skupinou Orden Ogan byla vyzvána ke spolupráci v písni Final Days v roce 2021.

## Osobní život
Ylva je zasnoubená se švédským kytaristou Dawidem Grahnem, se kterým společně působí ve skupině Brothers of Metal.

## Diskografie

### Good Harvest
- Bottom Dollar (EP) – 2014
- Woodstock (Single, Cover) – 2016
- In a Life and Place Like This – 2017
- Far Beyond – Life EP (EP) – 2019
- Dream of June – 2020

### Brothers of Metal
- Prophercy of Ragnarök – 2018
- Prophercy of Ragnarök (Single) – 2018
- Ygdrassil (Single) – 2018
- Fire Blood and Steel (Single) – 2018
- The Mead Song (Single) – 2019
- Njord (Single) – 2019
- One (Single) – 2019
- Borthes Unite (Single) – 2020
- Emblas Saga – 2020
- The Other Son of Odin (Single) – 2022